# Guderup
Guderup is een plaats in de Deense regio Zuid-Denemarken, gemeente Sønderborg, en telt 2649 inwoners (2008). Het dorp ligt op het eiland Als.

## Station

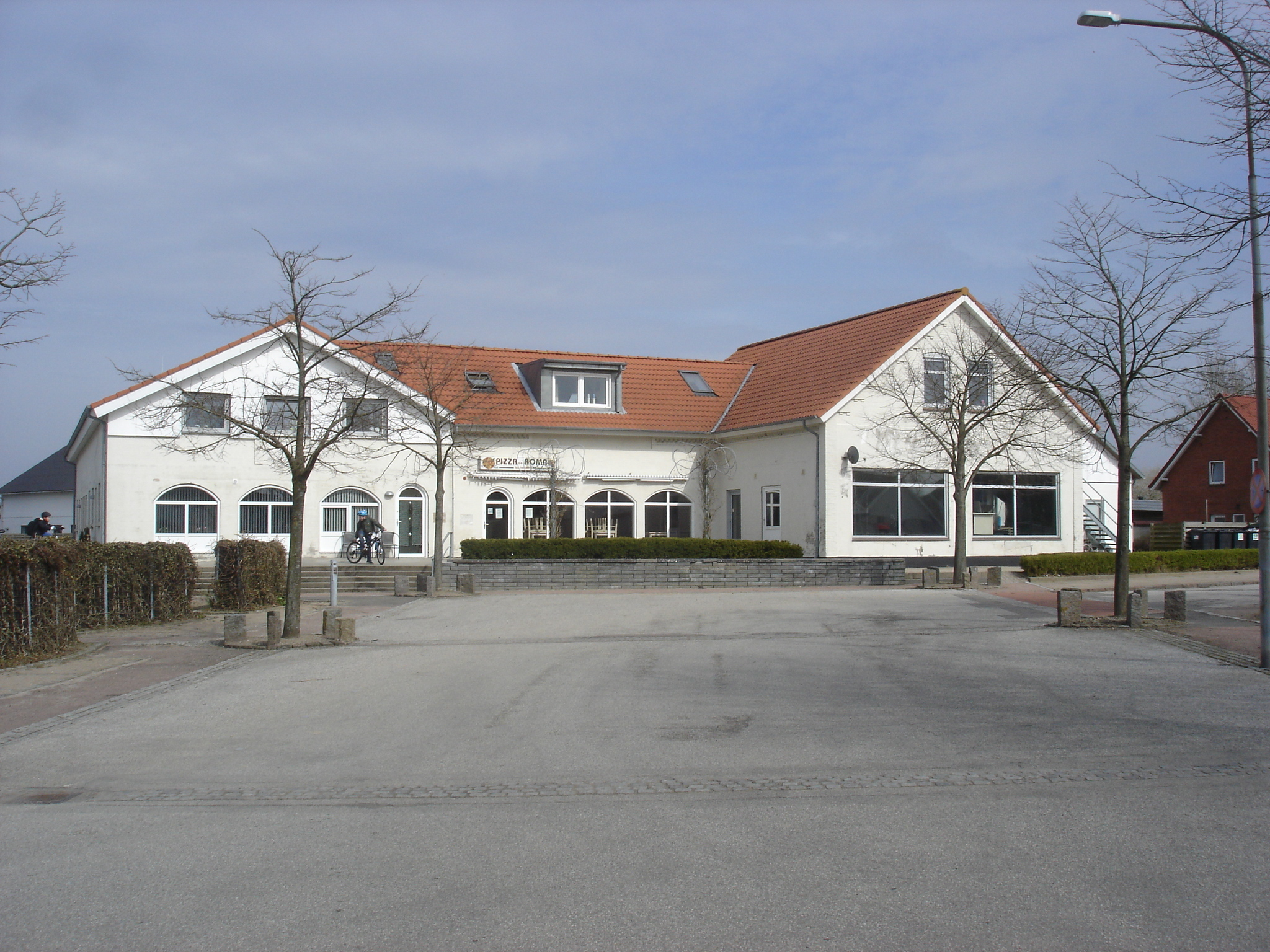
Voormalig station

Het dorp ligt aan voormalige spoorlijn Vollerup - Nordborg. Die spoorlijn, aangelegd in de Duitse tijd, is al in 1933 buiten gebruik genomen. Het stationsgebouw is echter nog steeds aanwezig.